# Registrerat parti
Ett registrerat parti (finska: rekisteröity puolue) är i Finland en registrerad förening som antecknats i partiregistret och därmed som politiskt parti har rätt att ställa upp kandidater i politiska val. Till föreningens namn fogas förkortningen "r.p." (istället för "r.f." för registrerad förening).
Registreringen av ett parti förutsätter 5 000 röstberättigade anhängare (som inte behöver vara medlemmar), ett partiprogram samt stadgar som uppfyller vissa krav på demokratiskt beslutsstruktur.
Ett parti stryks ur partiregistret om det inte i de två senaste riksdagsvalen fått något mandat, om det upphör vara en förening eller på partiets ansökan.
Vid sidan om rätten att ställa upp kandidater i politiska val finns också andra särbestämmelser för partier. Exempelvis har ett parti med representation i riksdagen rätt till partistöd, medan partiers övriga finansiering är reglerad noggrannare än för föreningar.